# Rudolf Borchert
Rudolf Borchert (* 4. Januar 1952 in Waren (Müritz); † 13. November 2019) war ein deutscher Politiker (SPD) und Mitglied des Landtages in Mecklenburg-Vorpommern.

## Leben und Beruf
Borchert schloss die Schule im Jahr 1971 mit dem Abitur ab und es folgte im selben Jahr bis 1976 ein Lehramtsstudium an der Humboldt-Universität Berlin mit dem Abschluss als Diplomlehrer für Geographie und Geschichte. In den Jahren 1976 bis 1989 arbeitete er als Lehrer und von 1989 bis 1990 als Trainer in seinem Heimatort. In den Jahren 1990 bis 1993 war er Amtsleiter und es folgte ein Jahr Arbeitslosigkeit, bevor er das Amt des Geschäftsführers des Arbeiterwohlfahrt-Kreisverbandes Mecklenburg-Strelitz übernahm.

## Politik
Innerhalb der SPD war er im Vorstand des SPD-Kreisverbandes Müritz. Als Kommunalpolitiker war er Abgeordneter im Kreistag Müritz gewesen.
Von 1998 bis 2016 war er Mitglied des Landtages von Mecklenburg-Vorpommern. Bei der Landtagswahl 2011 wurde er im Landtagswahlkreis Müritz I direkt in den Landtag gewählt. Er war Vorsitzender des Ausschusses für Energie, Infrastruktur und Landesentwicklung. Zur Wahl im September 2016 trat er nicht mehr an.

## Weitere Ämter und Mitgliedschaften
Borchert war Mitglied im Landesvorstand der Arbeiterwohlfahrt Mecklenburg-Vorpommern. 
Weiter Mitgliedschaften waren im MSC Waren e. V., im MSV Malchow, bei Ver.di, im Bund der Antifaschisten Müritz e. V., in der Aktionsgemeinschaft Freier Himmel, in der Blüchertruhe e. V. in Blücherhof, im Kultur- und Kunstverein Waren e. V., Museums- und Geschichtsverein Waren e. V., im Förderverein Alt Rehse e. V., im Bund für Natur und Heimat Müritz-Elde e. V. Röbel (Müritz), im Verein Kirche Dammwolde e. V. im Verein Natürlich! Mecklenburger Seenplatte im Forum Demokratische Linke 21 e. V. sowie im Humanistischen Verband Mecklenburg-Vorpommern.